# Herre, gör vår ande stilla
Herre, gör vår ande stilla är en psalm med text skriven 1880 av Olga Kullgren och musik skriven omkring 1904 av William Penfro Rowlands. Texten bearbetades 1985 av Sven Larson.

## Publicerad i
- Psalmer och sånger 1987 som nr 441 under rubriken "Kyrkan och nådemedlen - Helg och gudstjänst".[1]